# دولة حطاي
دولة حطاي أو جمهورية حطاي هو كيان سياسي انتقالي وجد رسمياً في 7 سبتمبر 1938 وامتد إلى 29 يونيو 1939. وكانت في سنجق إسكندرونة الخاضع للانتداب الفرنسي على سوريا تم ضمها إلى تركيا في 29 يونيو 1939 وتحويلها إلى محافظة حطاي

## لمحة تاريخية
شكلت حطاي في السابق جزءا من محافظة حلب ضمن الإمبراطورية العثمانية، وبعد الحرب العالمية الأولى احتلت فرنسا سنجق اسكندرونة وكانت جزءاً من أراضي الانتداب الفرنسي على سوريا.
حصل سنجق إسكندرونة على حكم ذاتي في الفترة ما بين 1921-1923، نتيجة لمعاهدة فرنسية تركية وقعت في 20 أكتوبر 1921، نظرا لوجود جالية تركية هامة جنبًا إلى جنب مع الجاليات العربية والأرمنية. ثم ضم إلى حلب، وأعلن في عام 1925 تبعيته على دولة سوريا ،مع اعتبار وضعها الإداري الخاص.
رفضت تركيا قبول مصطفى كمال أتاتورك ضم سنجق اسكندرونة الذي يعد جزءاً من أراضي الانتداب. وفي خطاب ألقاه في 15 آذار 1923 في أضنة، قال فيه «لا يمكن قبول أن تبقى أراضي كانت لأربع قرون أرضاً تركية أن تبقى أسيرة في أيدي العدو.». سعت السياسة التركية إلى دمج سنجق اسكندرونة بعد انتهاء الانتداب الفرنسي لسوريا في عام 1935. فبدأ الأتراك الإصلاحات المحلية على أسلوب لأتاتورك، وشكلت منظمات ومؤسسات مختلفة من أجل الترويج لفكرة الاتحاد مع تركيا
في عام 1936، أظهرت نتيجة دورتي الانتخابات إلى استقلال السورية، مما أدى إلى نشوء شغب طائفي إضافة إلى مقالات عاطفية في الصحافة التركية والسورية. مما أدى إلى تدخل عصبة الأمم، ليصبح الإقليم تابع سياسياً لسوريا ومرتبط دفاعياً بفرنسا وتركية.
أطلق أتاتورك في عام 1936، اسم حطاي على سنجق الإسكندرونة، وأثار قضية حطاي في عصبة الأمم. ليعد ممثلو فرنسا والمملكة المتحدة وهولندا وبلجيكا وتركيا دستورا لحطاي والذي أنشأت بموجبه بمثابة سنجق مستقل داخل سوريا. على الرغم من بعض أعمال العنف بين الأعراق، أجريت في عام 1938 انتخابات الجمعية التشريعية المحلية.

## انتخابات 1938
وزعت مقاعد البرلمان وفق التوزيع:
- أنطاكية: 14 تركي و 7 عرب علويون و 2 أرمن و 2 عرب سنة و 1 عرب من الأرثذوكس.
- إسكندرونة: 3 ترك و 2 عرب علويون و 1 أرمني و 1 عرب أرثذوكس.
- قرخان: 5 ترك و 2 أرمن

ليكون المجموع 22 تركي 9 عرب علويين و 5 أرمن و 2 عرب سنة و 2 عرب أرثذوكس.

## إعلان الاستقلال
اعتمد دستور الدولة في 6 أيلول 1938، دولة مستقلة تسمى «حطاي» وتنقسم إلى أربع مناطق (أنطاكيا، اسكندرون، وأوردو، وقيريخان، وأعلنت التركية كلغة الدولة، بينما الفرنسية لغة ثانوية كما ستواصل المدارس تعليم اللغة العربية.
واعتمدت حطاي يوم 7 سبتمبر 1938، علم رسم بواسطة يد مصطفى كمال أتاتورك. وفي 6 شباط 1939، اعتمدت جميع القوانين التشريعية التركية، وفي يوم 13 مارس 1939، جعل الليرة التركية عملة رسمية لها.